# Baumgarten (Sankt Wolfgang)
Baumgarten ist ein Gemeindeteil von St. Wolfgang im oberbayerischen Landkreis Erding.

## Lage
Die Einöde Baumgarten liegt 3,5 Kilometer westlich des Rathauses von Sankt Wolfgang in der Gemarkung Lappach. Knapp einen Kilometer südwestlich davon liegt die ehemalige Mülldeponie Sollacher Forst und heutige Müllumladestation Isen. 

## Bevölkerungsentwicklung
Um 1925 gab es in Baumgarten neun Einwohner. Im Mai 1987 lebten dort drei Einwohner in einem Wohngebäude.
| Jahr      | 1925 | 1950 | 1970 | 1987 |
| Einwohner | 9    | 5    | 6    | 3    |